# 1584 en santé et médecine
| Années de la santé et de la médecine : 1581 - 1582 - 1583 - 1584 - 1585 - 1586 - 1587    |
| Décennies de la santé et de la médecine : 1550 - 1560 - 1570 - 1580 - 1590 - 1600 - 1610 |

Cet article présente les faits marquants de l'année 1584 en santé et médecine.

## Événements
- 10 juin : mort prématurée du duc d'Anjou, « due, comme celle de son frère Charles IX, à la tuberculose[1] ».
- Pierre Richer de Belleval commence ses études médicales à Montpellier[2].
- « Girolamo Fabrizi d'Acquapendente (1533-1619) inaugure le théâtre anatomique de Padoue[3] ».

## Publications
- Gabriel Fallope, Opera genuina omnia, tam practica quam theorica[4].
- Thomas Muffet publie son De jure et praestantia chemicorum medicamentorum, apologie de la médecine alchimique de Paracelse[5] qui sera recueillie en 1602 dans le Théâtre chimique[6].

## Naissances
- 1584 ou 1585 : Paul Zacchias (mort en 1659), médecin italien, archiatre du pape Innocent X[7],[8].

## Décès
- 13 juin : Johannes Sambucus (né en 1531), médecin, philologue, humaniste, historien, poète, collectionneur et mécène hongrois[9],[10].